# Макс, Хайнрих
Хайнрих Макс (болг. Хайнрих Макс, 1906, Русе — ?) — болгарский шахматист, видимо, немецкого происхождения. Воспитанник Русенской шахматной школы. Бронзовый призер чемпионата Болгарии 1934 г. В составе сборной Болгарии участник неофициальной шахматной олимпиады.
Финансист по профессии.
В 1940-е гг. эмигрировал в Аргентину. О дальнейшей судьбе шахматиста сведений нет.

## Спортивные результаты
| Год  | Город  | Соревнование                                                    | + | −  | = | Результат | Место |
| ---- | ------ | --------------------------------------------------------------- | - | -- | - | --------- | ----- |
| 1934 | София  | Чемпионат Болгарии                                              |   |    |   |           | 3     |
| 1936 | Мюнхен | Неофициальная шахматная олимпиада (сборная Болгарии, 8-я доска) | 3 | 14 | 1 | 3½ из 18  |       |